# Torta de carne
Una torta de carne (en América) o un filete ruso (en España) es un plato cocinado con carne picada de vacuno (algunas ocasiones de carne de cerdo, o incluso mezcla de ambas). En el mundo anglosajón se lo conoce como Salisbury steak o hamburger steak.  La carne picada se suele amasar en forma esférica y luego se aplasta para que parezca un filete; luego se suele freír o hacer a la parrilla, y se sirve caliente acompañado de salsas (una de las más típicas es la brown sauce). Es un alimento que se vende precocinado y a veces es elaborado de forma industrial en formato de filete reestructurado.

## Historia
Este preparado de carne tiene muchos orígenes posibles pero aparece descrito por primera vez en el Larousse gastronomique de 1938. Su nombre ha tenido diversas connotaciones a lo largo de la historia, por ejemplo en la zona norte de Alemania se come el labskaus, que es de alguna forma heredero del steak tartare. Los inmigrantes alemanes de comienzos de siglo XX que viajaban a través de la HAPAG (Hamburg Amerikanische Packetfahrt Actien Gesellschaft) transportaban las costumbres culinarias del continente, y es esta una de las razones por la que en los puertos de destino se hiciera tan famoso el filete de Hamburgo (denominado Hamburger steak en inglés); este filete poco a poco se convirtió en la hamburguesa (véase también: Historia de la hamburguesa). Posteriormente se denominó Salisbury steak en honor al médico norteamericano Dr. J. H. Salisbury (1823–1905), y este término se empleó en Estados Unidos desde 1897.

## A lo largo del mundo
Este tipo de preparación a base de carne picada es muy común en diversas cocinas del mundo. En la cocina costarricense las tortas de carne elaboradas con carne molida, harina, huevos y todo tipo de especias, son básicas en la dieta, consumidas en todo tipo de preparaciones y muchas veces bañadas en salsa de tomate. No es de extrañar que también puedan encontrarse en la cocina asiática, como en Japón con la denominación de hamburg (ハンバーグ hanbāgu?), acompañado de aros de cebolla y otras verduras cocinadas al vapor (se puede encontrar en los bentō). En Hawái es posible encontrar el loco moco con huevo. En algunas zonas de Asia hay restaurantes que ofrecen variantes del hamburger steak.

### España
En España es conocido como filete ruso y es frecuente servirlo bañado en salsa de tomate. La preparación incluye otros componentes, además de la carne picada, se añade cebolla, huevo, pan, etc. La cocción del plato suele ser frito y rebozado en harina.